# まんちょくスナイパーとどめ
『まんちょくスナイパーとどめ』は、片山まさゆきによる日本の漫画作品。『ヤングマガジンアッパーズ』（講談社）にて、1998年1号から1999年14号まで連載された。全31話、コミックスは全3巻。

## 概要
片山まさゆきによる麻雀漫画だが、同氏の作品では珍しく、麻雀の対戦そのものよりストーリーに重点を置いているのが特色。しかし、闘牌はノーマーク爆牌党と同じく、馬場裕一が協力している。また、作品のプロットは元々『理想雀士ドトッパー』に登場する女性キャラ、深森遊輝の設定にする予定だった（話の中で浮いてしまうのでお蔵入り）ものである（単行本3巻あとがきより）。

## あらすじ
女子高生、息ノ根とどめは非常に麻雀が強く、クラスメイトやあちこちの雀荘から大金を稼いでいた。そんな彼女はある日、新宿の雀荘で、大きな場の大会（高レート麻雀）が開かれる話を嗅ぎ付ける。そこには、自分が長年捜していた麻雀打ちがいた。それは、幼き自分の目前で父親を殺した相手であり、彼女はそのうちの2人を倒すも、肝心のあと1人が見付からない。彼女は、その手がかりを捜すためプロ入りし、残る1人に復讐を誓うのだった。

## 登場人物
息ノ根とどめ（いきのねとどめ）
風上高校に通う高校2年生。12月10日生、0型。見た目はどこにでもいそうな女子高生だが、子供の頃からテレビに出演経験もあるほどの天才麻雀少女。特定の相手から集中的にロン上がりをする狙い撃ちが得意。だが、本人曰く、麻雀は決して好きでなく、父親を殺した3人の麻雀打ちを探すためである。そのため、「素直に打て」という父親の言葉とは裏腹に「特定の相手を狙い打ちし、ラスに落とす」歪んだ麻雀が癖となってしまっている。
同作品から1人だけ『麻雀やろうぜ!2』に登場する（パッケージのセンターを飾っている）。声の担当は宮村優子。
玉露
風上高校の番長で、クラスの支配者。暴力、賭博と悪事を繰り返すが、教師陣も怖れて手を出せないでいた。とどめに麻雀でやられてからは、とどめに頭が上がらない。
端境月一（はざかいつきいち）
男性麻雀プロ。麻雀は心意気で打つというのが座右の銘。登場時は端境期に差し掛かっているのか、スランプに悩まされていた。とどめに惚れ込んでいるが、影が薄くなかなか名前を覚えてもらえない。
碑群（ひむれ）
葬儀屋の異名を持つ麻雀打ち。裏の世界で幅を利かせており、特定の相手を狙い打ちする麻雀を得意とする。とどめが捜していた相手の一人。
空沢（からさわ）
Mr.スカイと呼ばれたプロ雀士。どんな点差でも逆転の一発を狙い、勝負所で勝ち続けてきた強敵で、伝説の男と呼ばれていた。とどめが出会った時は、『地べた』と言われるしがないホームレスのような風貌となっていた。
薄葉影郎（うすばかげろう）
A級プロ雀士。地味ななりで、影が薄く目立った戦績はない。また、下級プロの面倒を見ていたりもしていた。とどめに、復讐をやめるよう助言を与える。
王闇（おうやみ）
麻雀界に君臨する最強のプロ雀士。物事に対して完璧さを追求し、年に一度気に入った手を自然と打ってしまう「神の一手」を持つ。とどめの前に強敵として立ちはだかる。